# Friedrich Siegmund Voigt
Pour les articles homonymes, voir Voigt.
Friedrich Siegmund Voigt est un botaniste et un zoologiste allemand, né en 1781 à Gotha et mort en 1850.
Il est spécialisé dans les Spermatophytes. Il enseigne à Iéna et traduit l’ouvrage de Georges Cuvier (1769-1832), le Règne animal. Il propose une classification du règne animal où il les divise en neuf classes dont les animaux gélatineux et mous, en articulés et cuirassés, et ceux, enfin, ayant un squelette. Il fait paraître System der Botanik herausgegeben (1808, Iéna).